# Georgi Markov
Georgi Ivanov Markov (bulharsky Георги Иванов Марков, 1. března 1929, Sofia – 10. září 1978, Londýn) byl bulharský spisovatel, žurnalista a disident, který byl zavražděn bulharskou tajnou službou (tzv. „Deštníková vražda“).

## Kariéra
On sám býval kdysi nadšeným komunistou. Byl významným členem Bulharské komunistické strany, účastnil se mnoha sjezdů, byl také velkým přítelem Todora Živkova.
Pocítil však také bezmeznou krutost strany a poté ze strany odstoupil a živil se pouze psaním. Velmi citlivě vnímal nesvobodu, v níž žili lidé v komunistické části Evropy. Silně podporoval pražské jaro 1968. Dokonce se chtěl v té době do Československa oficiálně vystěhovat.
V roce 1969 se mu podařilo získat oficiální povolení k výjezdu do Itálie, kde chtěl navštívit svého bratra. Domů se však již nikdy nevrátil. V roce 1971 se usadil v Londýně, kde začal pracovat pro rádio BBC, Deutsche Welle a také dojížděl do Mnichova, kde spolupracoval s Rádiem Svobodná Evropa (RFE).
V Londýně se stal otevřeným kritikem Živkova a jeho režimu. Žil v mylném domnění, že Živkov a jeho lidé si na něho v exilu nedovolí.

## Smrt

Schéma deštníku, kterým byl Markov zavražděn

V deštivý večer 7. září 1978 odcházel do redakce BBC. Přišel na zastávku Waterloo Bridge ke skupině lidí. Náhle však ucítil v pravém lýtku štípnutí. Otočil se a spatřil neznámého člověka, který zvedal ze země svůj deštník. V mylném domnění, že ho kousl komár, štípnutí ignoroval a nastoupil do přijíždějícího autobusu. Tu noc se mu však udělalo zle, byl převezen do nemocnice, kde po třech dnech utrpení zemřel. Pitvou bylo zjištěno, že v pravém lýtku byla kovová kulka s 0,34 mm velkými otvory, o níž se předpokládá, že byla umístěna v deštníku, kterým jej neznámý muž bodl. Kulka obsahovala ricin, který je mnohokrát jedovatější než jed kobry, a proti němuž neexistoval protijed. Podle oficiálních zdrojů ho zavraždil agent KGB, na což však neexistují důkazy. Je to však nejpravděpodobnější verze, protože Markov byl pro bulharské i sovětské komunisty tak velkým nepřítelem, že ho nechali zavraždit.
Přes popularitu „deštníkové teorie“ je pravděpodobnější variantou, že byla použita jiná zásadně menší „běžnější“ speciální zbraň KGB. Není potřeba vytvářet speciální zbraň úpravou deštníku, když lze použít malou plynovou pistoli, modifikované pero, nebo cokoliv jiného menšího než deštník, což zaručí větší diskrétnost a snadnější manipulaci. Markov mohl při ohlédnutí vidět agenta, jak zvedá ze země spadlý deštník, ale pád deštníku mohl být použit pouze jako odvedení jeho pozornosti od samotného vpichu jedu.[zdroj?]

## Dílo
Beletrie
- Muži, Sofie 1962 – nejlepší bulharský román roku (Praha, Naše Vojsko 1964)
- Portrét dvojníka – sbírka novel, Sofie 1966
- Ženy Varšavy – sbírka novel, Sofie 1968

Divadelní hry:
- Komunisté – stažena ze scény nedlouho před emigrací, 1969
- Archanděl Michael – cena na festivalu v Edinburghu, 1974

Jiné:
- Rozhovory s Todorem Živkovem
- Úvahy o československém jaru 1968 (Praha: Euroslavica, 1991)